# 君も出世ができる
『君も出世ができる』（きみもしゅっせができる）は、東宝が1964年に製作したミュージカル映画。

## 概要
『鴛鴦歌合戦』と並ぶ和製ミュージカル映画の代表作。須川監督らは事前にアメリカのミュージカルを視察したといい、出来上がった映画はスケールにおいてもセンスにおいても本家に引けを取らないものとなった。
日本でも戦後、本格ミュージカル映画を作る動きは様々な形であったが、その成功した数少ない例として名前が知られる作品である。しかし、興行的には失敗に終わったため、後に続く作品が出てこなかった。
その後、カルト映画としてリバイバル上映などで人気を呼び、須川監督の代表作として挙げられるようになった。1994年に東宝からレーザーディスクが発売され、2008年に同時期の作品と共にDVDが発売された。
本編中盤を盛り上げるミュージカル・ナンバー「アメリカでは」は、2001年1月1日発売のピチカート・ファイヴのCDアルバム『さ・え・ら ジャポン』にて、雪村いづみ（セルフカバー）とデュークエイセスのフィーチャリングで小西康陽がマンボ調のアレンジにしたものが収録されている。同曲には、バンドの元メンバーである高浪敬太郎がコーラスアレンジとして参加している。
同時上映は『ただいま診察中』。当初は『モスラ対ゴジラ』との同時上映が予定されていたが、本作品の制作が遅れた結果、『蟻地獄作戦』に差し替えられた。

## あらすじ
日本を代表する観光会社（旅行代理店）「東和観光」の外人旅行課に勤務する山川善太は、仕事の後輩である中井剛と一緒にマイカーで通いながら出世の糸口を見つけようと励む、手段を選ばない高度成長時代の日本の典型的サラリーマンである。山川の音頭で海外出張を派手に見送られたあと、飛行機の都合で戻ってきた社長の片岡信吾は、自分の愛人であるクラブのホステスの服部紅子に金を渡すよう、空港に一人残っていた中井に依頼する。山川は中井に、紅子と仲良くなって「社長の弱みを握ること」（サラリーマン出世三ヶ条の第三条）を勧めるが、真面目で善人な中井は積極的になれない。そこへ、アメリカへ出張中だった片岡の娘の陽子が日本に帰国し、アメリカ的合理主義経営術で外人旅行課を運営しようとする。そして、陽子は中井の人柄に強く惹かれるようになる。

## スタッフ
以下のスタッフ名は特に記載のない限り東宝に従った。
- 製作：藤本真澄
- 監督：須川栄三
- 脚本：井手俊郎、笠原良三
- 音楽：黛敏郎
- 振付：関矢幸雄[3]
- 作詞：谷川俊太郎

## キャスト
- 山川善太：フランキー堺[1]
- 中井剛：高島忠夫[1]
- 片岡陽子：雪村いづみ[1]
- 片岡信吾：益田喜頓[1]
- 服部紅子：浜美枝[1]
- 三田良子：中尾ミエ[1]
- 大森課長：有島一郎[1]
- マクレガー：ジェリー伊藤[1]
- バジャール：沢村いき雄[1]
- 東和観光重役：十朱久雄
- 東和観光総務部長：藤村有弘[4]
- 東和観光重役：宮田羊容
- 塩沢とき
- 東和観光社員：二瓶正也
- 木村：鈴木和夫[1]
- 東和観光重役：田中淳一
- 東和観光社員：中山豊
- 東和観光重役：並木一路
- 箱根ホテルのフロント：宇野晃司
- 宮田芳子
- 東和観光社員：森今日子
- 紅美恵子[1]
- 細川隆一[1]
- 東和観光社員：越後憲三
- 河美智子
- 水の也清美
- ウィルソン：アーネスト・A・リクター[1]
- ウィルソン夫人：マージョリー・M・リクター[5][注釈 1]
- 東和観光社員：矢野陽子、田辺和佳子
- 鈴木加代子[1]
- 東和観光社員：川口節子、内山みどり
- 江角英明
- 久保幸一
- 平田守
- 今井和子
- 東和観光社員：ヴォーカル・ショップ、スタジオNo1ダンサーズ、劇団青年座

※映画クレジット順
※以下、ノンクレジット出演者
- バーの客（サラリーマン）：植木等
- サラリーマン：荒木保夫、緒方燐作、権藤幸彦、渋谷英男、清水良二、中西英介
- 小野：立原博
- ペンキ屋：泉和助、高見映
- 東和観光社員：天見竜太郎、伊原徳、大川時生、スリー・グレイセス、橘正晃、坪野鎌之、成田孝、古谷敏、松原靖
- 東和観光社員・サラリーマン：今井和雄、小松英三郎、篠原正記（2役）
- 東和観光社員・ダンスホールの客：谷和子（2役）
- 東和観光社員・シャレードの客：日方一夫（2役）
- 東和観光社員・箱根ホテルのエレベーターボーイ：丸山謙一郎（2役）
- 東和観光社員・ダンスホールの客・サラリーマン：勝部義夫、川村郁夫（3役）
- 東和観光社員・お茶漬け屋の客・シャレードの客：由起卓也（3役）
- 東和観光社員・羽田空港の男・サラリーマン：大塚秀男（3役）
- 東和観光重役：吉頂寺晃、草間璋夫、千葉一郎
- 東和観光重役・ダンスホールのボーイ：久野征四郎（2役）
- お茶漬け屋の客：砂川繁視、関田裕
- お茶漬け屋の客・羽田空港到着出口の男：安芸津広、松下正秀（2役）
- お茶漬け屋の客・箱根ホテルの客：佐藤功一（2役）
- お茶漬け屋の従業員：川又由希夫、榊田敬二
- お茶漬け屋の店員・東和観光社員：近藤征矢（2役）
- 羽田空港到着出口の男：鈴川二郎、夏木順平、吉田静司
- 羽田空港到着出口から出て来る男：岡豊
- 羽田空港到着出口から出て来る男・サラリーマン：岡部正（2役）
- 羽田空港到着出口から出て来る女・シャレードのホステス：東静子（2役）
- 羽田空港レストランの客：鈴木治夫
- 羽田空港の男：加藤茂雄
- 羽田空港の女・飛行機の客室乗務員：毛利幸子（2役）
- シャレードのホステス：浦山珠実
- 箱根ホテルの客：生方壮児、勝本圭一郎
- 飛行機から降りる乗客：大仲清治
- 飛行機から降りる乗客・お茶漬け屋の客・羽田空港到着出口の女：記平佳枝（3役）
- 外国人観光客：エンベル・アルテンバイ、サベル・ジャミール

## 挿入歌
- 唄 フランキー堺[1]
  - 君も出世ができる[1]
  - バンザイ屋の唄
  - サラリーマン出世三ヶ条
- 唄 高島忠夫[1]
  - タクラマカン[1]
- 唄 中尾ミエ
  - いなかにおいで[1]
- 唄 雪村いづみ[1]
  - アメリカでは
  - 鏡をみつめるとき[1]
- 唄 植木等
  - これが男の生きる道